# O-1918
O-1918 est un composé synthétique lié au cannabidiol, qui est un antagoniste de deux anciens récepteurs orphelins GPR18 et GPR55, qui semblent être liés aux récepteurs cannabinoïdes. O-1918 est utilisé dans l'étude de ces récepteurs, qui se sont avérés être des cibles pour un certain nombre de composés cannabinoïdes endogènes et synthétiques, et sont considérés comme responsables de la plupart des effets médiés non-CB 1, non-CB 2 qui sont devenus évidents au cours de la recherche sur les cannabinoïdes,,,,.

## Sources et références
1. ↑  (en) « Selective ligands and cellular effectors of a G protein-coupled endothelial cannabinoid receptor », Molecular Pharmacology, vol. 63, no 3,‎ mars 2003, p. 699–705 (PMID 12606780, DOI 10.1124/mol.63.3.699)
2. ↑  (en) « A cannabinoid receptor, sensitive to O-1918, is involved in the delayed hypotension induced by anandamide in anaesthetized rats », British Journal of Pharmacology, vol. 160, no 3,‎ juin 2010, p. 574–84 (PMID 20105178, PMCID 2931558, DOI 10.1111/j.1476-5381.2009.00579.x)
3. ↑  (en) « The abnormal cannabidiol analogue O-1602 reduces nociception in a rat model of acute arthritis via the putative cannabinoid receptor GPR55 », Neuroscience Letters, vol. 500, no 1,‎ août 2011, p. 72–6. (PMID 21683763, DOI 10.1016/j.neulet.2011.06.004, S2CID 3410391)
4. ↑  (en) « Nonpsychotropic cannabinoids, abnormal cannabidiol and canabigerol-dimethyl heptyl, act at novel cannabinoid receptors to reduce intraocular pressure », Journal of Ocular Pharmacology and Therapeutics, vol. 27, no 5,‎ octobre 2011, p. 427–35. (PMID 21770780, DOI 10.1089/jop.2011.0041)
5. ↑  (en) « A GPR18-based signalling system regulates IOP in murine eye », British Journal of Pharmacology, vol. 169, no 4,‎ juin 2013, p. 834–43. (PMID 23461720, PMCID 3687663, DOI 10.1111/bph.12136)